# Chicago Film Critics Association Awards 2011
La cerimonia di premiazione della 24ª edizione dei Chicago Film Critics Association Awards si è tenuta a Chicago, Illinois, il 19 dicembre 2011, per premiare i migliori film prodotti nel corso dell'anno. Le candidature sono state annunciate il 16 dicembre 2011.

## Vincitori e candidati
I vincitori sono indicati in grassetto.

### Miglior film
- The Tree of Life, regia di Terrence Malick
- The Artist, regia di Michel Hazanavicius
- Paradiso amaro (The Descendants), regia di Alexander Payne
- Hugo Cabret (Hugo), regia di Martin Scorsese
- Drive, regia di Nicolas Winding Refn

### Miglior attore
- Michael Shannon - Take Shelter
- George Clooney - Paradiso amaro (The Descendants)
- Jean Dujardin - The Artist
- Michael Fassbender - Shame
- Gary Oldman - La talpa (Tinker Tailor Soldier Spy)

### Migliore attrice
- Michelle Williams - Marilyn (My Week with Marilyn)
- Kirsten Dunst - Melancholia
- Elizabeth Olsen - La fuga di Martha (Martha Marcy May Marlene)
- Anna Paquin - Margaret
- Meryl Streep - The Iron Lady

### Miglior attore non protagonista
- Albert Brooks - Drive
- Nick Nolte - Warrior
- Patton Oswalt - Young Adult
- Brad Pitt - The Tree of Life
- Christopher Plummer – Beginners

### Migliore attrice non protagonista
- Jessica Chastain - The Tree of Life
- Melissa McCarthy - Le amiche della sposa (Bridesmaids)
- Carey Mulligan - Shame
- Octavia Spencer - The Help
- Shailene Woodley - Paradiso amaro (The Descendants)

### Miglior regista
- Terrence Malick - The Tree of Life
- Michel Hazanavicius - The Artist
- Nicolas Winding Refn - Drive
- Alexander Payne - Paradiso amaro (The Descendants)
- Martin Scorsese - Hugo Cabret (Hugo)

### Miglior fotografia
- Emmanuel Lubezki - The Tree of Life
- Robert Richardson - Hugo Cabret (Hugo)
- Janusz Kaminski - War Horse
- Newton Thomas Sigel - Drive
- Manuel Alberto Claro - Melancholia

### Miglior colonna sonora originale
- Cliff Martinez - Drive
- Ludovic Bource - The Artist
- Trent Reznor e Atticus Ross - Millennium - Uomini che odiano le donne (The Girl with the Dragon Tattoo)
- The Chemical Brothers - Hanna
- Howard Shore - Hugo Cabret (Hugo)

### Migliore sceneggiatura originale
- Michel Hazanavicius - The Artist
- Sean Durkin - La fuga di Martha (Martha Marcy May Marlene)
- Woody Allen - Midnight in Paris
- Asghar Farhadi - Una separazione (Jodāyi-e Nāder az Simin)
- Terrence Malick - The Tree of Life

### Migliore sceneggiatura non originale
- Steven Zaillian e Aaron Sorkin - L'arte di vincere (Moneyball)
- Alexander Payne, Nat Faxon e Jim Rash - Paradiso amaro (The Descendants)
- Hossein Amini - Drive
- John Logan - Hugo Cabret (Hugo)
- Bridget O'Connor and Peter Straughan - La talpa (Tinker Tailor Soldier Spy)

### Miglior film d'animazione
- Rango, regia di Gore Verbinski
- Le avventure di Tintin - Il segreto dell'Unicorno (The Adventures of Tintin), regia di Steven Spielberg
- Il figlio di Babbo Natale (Arthur Christmas), regia di Sarah Smith
- Il gatto con gli stivali (Puss In Boots), regia di Chris Miller
- Winnie the Pooh - Nuove avventure nel Bosco dei 100 Acri (Winnie the Pooh), regia di Stephen J. Anderson e Don Hall

### Miglior film documentario
- The Interrupters, regia di Steve James
- Cave of Forgotten Dreams, regia di Werner Herzog
- Into the Abyss, regia di Werner Herzog
- Pina, regia di Wim Wenders e Gian-Piero Ringel
- Project Nim, regia di James Marsh
- Tabloid, regia di Errol Morris

### Miglior film in lingua straniera
- Una separazione (Jodāyi-e Nāder az Simin), regia di Asghar Farhadi (Iran)
- In un mondo migliore (Hævnen), regia di Susanne Bier, (Danimarca/Svezia)
- La donna che canta (Incendies), regia di Denis Villeneuve (Canada)
- La pelle che abito (La piel que habito), regia di Pedro Almodóvar (Spagna)
- Lo zio Boonmee che si ricorda le vite precedenti (Lung Boonmee raleuk chat), regia di Apichatpong Weerasethakul (Thailandia)

### Miglior regista rivelazione
- Sean Durkin - La fuga di Martha (Martha Marcy May Marlene)
- J. C. Chandor - Margin Call
- Simon Curtis - Marilyn (My Week with Marilyn)
- Drake Doremus - Like Crazy
- Tate Taylor - The Help

### Miglior performance rivelazione
- Elizabeth Olsen - La fuga di Martha (Martha Marcy May Marlene)
- Liana Liberato - Trust
- Brit Marling - Another Earth
- Hunter McCracken - The Tree of Life
- Shailene Woodley - Paradiso amaro (The Descendants)